# Coregonus confusus
Coregonus confusus és una espècie de peix de la família dels salmònids i de l'ordre dels salmoniformes que es troba a Europa: Suïssa (és present als llacs Morat i Bienne, però va desaparèixer del llac Morat).